# Jonathan Williams (pilote automobile)
Pour les articles homonymes, voir Jonathan Williams.
Jonathan Williams, né le 26 octobre 1942 au Caire (Égypte) et mort le 31 août 2014 à Arroyo de la Miel, est un ancien pilote automobile britannique. 

## Biographie
Il commence sa carrière sportive au début des années 1960 dans les courses de voitures de tourisme avant de courir en Formule Junior. De 1963 à 1966, il fut l'un des principaux animateurs du championnat britannique de Formule 3. En 1967, il rejoint la Scuderia Ferrari au sein de laquelle il dispute les principales épreuves du championnat d'endurance, terminant notamment sixième aux 6 heures de Brands Hatch avec Paul Hawkins pour coéquipier. En fin d'année, il fut appeler à disputer le Grand Prix du Mexique, se classant huitième au volant de la Ferrari 312/67 pour ce qui restera son unique apparition en Formule 1. Évincé de la Scuderia à la fin de la saison, il court ensuite en Formule 2 sur une Brabham engagée par Frank Williams, continuant à courir en Endurance. En 1971, il met fin à sa carrière sportive et devient pilote d'avion.